# 田中道夫
田中 道夫（たなか みちお、1951年2月25日 - ）は兵庫県競馬組合所属の元騎手、調教師である。
兵庫競馬において1978年から1991年まで14年の長きに渡ってリーディングジョッキーの座を維持し続けた。1983年には全日本リーディングジョッキーで優勝し、1989年にはワールドスーパージョッキーズシリーズで準優勝。「園田の帝王」と謳われた。騎手を引退したのちも調教師として活躍し、2012年には兵庫のリーディングトレーナーに輝いている。長男の田中学は同じく兵庫県競馬組合所属の騎手。

## 経歴

### 騎手時代
元々は厩務員であったが、1973年12月に24歳で園田の阿部和男厩舎所属騎手としてデビューする。しかし翌年1月の初勝利までわずか18鞍しか乗れないなど、当初は騎乗機会に恵まれなかった。厩務員時代から収入も激減し、妻子を抱えて晩酌のビールもストローですするような有様だったが、当時兵庫のトップジョッキーの一人であった石川昇からも「田中君のスタートは巧い」と認められたように、着実に技術に磨きをかけていく。また所属の阿部和男調教師も、田中を降ろすよう馬主から迫られた際には、当時厩舎に6頭しか馬がいなかったにもかかわらず、「それなら馬を引き揚げてください」と一歩も引かずに田中を庇ったという。
こうした周囲のサポートと本人の努力によって成績は年々上向いていき、1978年には石川昇から兵庫のリーディングジョッキーを奪取。以後寺嶋正勝、保利良次らとの間で厳しい競争を演じつつ、年間200勝達成3度を含め14年間にわたってリーディングの座を保ち続けた。1982年と1988年には、地方競馬全体のリーディングジョッキーにも輝いている。リーディング上位に顔を出してからも不思議と重賞勝利と縁がなかったが、1980年に新春賞をトウカイで制してようやく重賞初勝利。その後は重賞勝ちを量産し、1983年には当時年間16個施行されていた兵庫の重賞競走のうち、半数にあたる8個を制している。1989年の第3回ワールドスーパージョッキーズシリーズでは第4戦のゴールデンホイップトロフィーに勝利し、総合準優勝の好成績を収めた。
1991年、日本プロスポーツ大賞功労賞を受賞。1992年には年末に騎乗停止を受けたことも響いて小牧太にリーディングの座を奪われたが、1993年9月13日には地方競馬通算3000勝を達成。この年にはNARグランプリ特別賞も受賞している。だが「思うように身体が動かなくなった」ことから、1995年9月27日を最後に騎手を引退した。地方競馬における通算成績は16860戦3164勝・勝率18.7%・連対率34.5%。

### 調教師時代
1996年9月27日より、同じく兵庫県競馬組合から調教師として開業。同年11月13日に調教師としての初勝利を飾ると、1999年にバクシンクリークで園田ジュニアカップを制し重賞初制覇となった。翌2000年にはダイトクヒテンで若駒ステークスへ遠征し、見事中央競馬での初勝利も挙げている。2012年には109勝を挙げて自身初となる兵庫のリーディングトレーナーを獲得したが、これは所属騎手でもある長男・田中学のリーディングジョッキーとの親子同時受賞となった。

## 各年成績

### 騎手時代
| 西暦   | 騎乗数 | 1着数 | 2着  | 勝率 | 連対率 |
| ------ | ------ | ----- | ---- | ---- | ------ |
| 1973年 | 11     | 0     | 0    | .000 | .000   |
| 1974年 | 212    | 16    | 22   | .075 | .179   |
| 1975年 | 371    | 44    | 54   | .118 | .264   |
| 1976年 | 458    | 52    | 50   | .113 | .222   |
| 1977年 | 629    | 90    | 93   | .143 | .290   |
| 1978年 | 728    | 162   | 114  | .222 | .379   |
| 1979年 | 775    | 121   | 130  | .156 | .323   |
| 1980年 | 809    | 143   | 124  | .176 | .330   |
| 1981年 | 872    | 168   | 113  | .192 | .322   |
| 1982年 | 1006   | 217   | 166  | .215 | .380   |
| 1983年 | 918    | 186   | 118  | .202 | .331   |
| 1984年 | 958    | 196   | 156  | .204 | .367   |
| 1985年 | 851    | 164   | 139  | .192 | .356   |
| 1986年 | 1003   | 174   | 188  | .173 | .360   |
| 1987年 | 980    | 216   | 172  | .220 | .395   |
| 1988年 | 997    | 219   | 179  | .219 | .399   |
| 1989年 | 917    | 191   | 144  | .208 | .365   |
| 1990年 | 946    | 216   | 172  | .228 | .410   |
| 1991年 | 910    | 181   | 165  | .198 | .380   |
| 1992年 | 822    | 162   | 152  | .197 | .381   |
| 1993年 | 798    | 120   | 111  | .150 | .289   |
| 1994年 | 645    | 103   | 91   | .159 | .300   |
| 1995年 | 244    | 33    | 20   | .135 | .217   |
| 通算   | 16860  | 3164  | 2657 | .187 | .345   |

地方競馬での数字に限る。1着数の太字は兵庫リーディング。

#### 代表騎乗馬
- トウカイ（1980年新春賞）
- プリンスホーオン（1980年播磨賞）
- イイオカキング（1980年摂津盃、1981年兵庫大賞典）
- テルスカーレー（1981年市川賞、菊水賞）
- トキノモナナ（1981年姫山菊花賞）
- ガマエルシド（1981年市川賞、1982年菊水賞）
- サチエノヒリユウ（1982年園田金盃、1982年・1983年白鷺賞、1983年新春賞、兵庫大賞典）
- フサノキング（1982年園田ジュニアカップ）
- キタノモンテス（1982年姫山菊花賞）
- ハクエンジエル（1983年フクパーク記念）
- ハギノニユーグリン（1983年楠賞全日本アラブ優駿）
- サンスカレー（1983年全日本アラブクイーンカップ）
- ダイサチホウケー（1983年市川賞）
- マルセンテツトオー（1983年園田ジュニアカップ）
- ポパイホマレ（1984年市川賞）
- スマノアスカ（1985年園田ジュニアカップ、1986年菊水賞、播磨賞、1988年兵庫大賞典）
- ミヤノマドンナ（1986年園田ジュニアカップ）
- パルテキング（1987年六甲盃）
- ハツタテンリユウ（1987年市川賞）
- ダンデイダイドウ（1987年西日本アラブダービー）
- インターロツキー（1988年フクパーク記念、1989年兵庫大賞典、園田金盃）
- サンオーミエ（1988年のじぎく賞）
- ハギノドライバー（1988年園田ジュニアカップ）
- ナイスブレーン（1990年姫山菊花賞、1991年摂津盃）
- ハギノメジャー（1990年園田ジュニアカップ、1991年楠賞全日本アラブ優駿）
- ハッコウマーチ（1992年菊水賞）
- マルセンガバナー（1993年・1994年播磨賞、1994年新春賞、兵庫大賞典、白鷺賞、園田金盃）
- フジノカップ（1993年フクパーク記念）
- ハイクラス（1993年六甲盃）
- シリウスファースト（1995年新春賞）

### 調教師時代
| 西暦   | 出走数 | 1着数 | 2着数 | 勝率 | 連対率 | 収得賞金       | 順位 |
| ------ | ------ | ----- | ----- | ---- | ------ | -------------- | ---- |
| 1996年 | -      | -     | -     | -    | -      | -              | -    |
| 1997年 | -      | -     | -     | -    | -      | -              | -    |
| 1998年 | 318    | 34    | 36    | .107 | .220   | 4612万7000円   | 17位 |
| 1999年 | 315    | 48    | 34    | .152 | .260   | 1億236万2500円 | 3位  |
| 2000年 | 295    | 42    | 42    | .142 | .285   | 9959万4000円   | 6位  |
| 2001年 | 343    | 44    | 44    | .128 | .257   | 8717万4500円   | 6位  |
| 2002年 | 331    | 45    | 28    | .136 | .221   | 6472万3000円   | 8位  |
| 2003年 | 366    | 28    | 57    | .077 | .232   | 5442万6000円   | 29位 |
| 2004年 | 341    | 45    | 38    | .132 | .243   | 5962万6500円   | 8位  |
| 2005年 | 341    | 47    | 43    | .138 | .264   | 3870万2000円   | 6位  |
| 2006年 | 412    | 44    | 38    | .107 | .199   | 3800万8500円   | 14位 |
| 2007年 | 526    | 60    | 67    | .114 | .241   | 4694万2000円   | 5位  |
| 2008年 | 547    | 58    | 50    | .106 | .197   | 3472万2000円   | 7位  |
| 2009年 | 595    | 56    | 44    | .094 | .168   | 3000万9000円   | 9位  |
| 2010年 | 550    | 67    | 60    | .122 | .231   | 3863円3000円   | 3位  |
| 2011年 | 594    | 75    | 72    | .126 | .247   | 4097万3500円   | 4位  |
| 2012年 | 598    | 109   | 61    | .182 | .284   | 4567万2250円   | 1位  |
| 2013年 | 632    | 59    | 64    | .093 | .195   | 3615万8500円   | 5位  |
| 2014年 | 585    | 62    | 53    | .106 | .197   | 3143万7000円   | 5位  |
| 2015年 | 595    | 54    | 76    | .091 | .218   | 3039万1000円   | 7位  |
| 2016年 | 403    | 39    | 49    | .097 | .218   | 2997万1500円   | 15位 |
| 2017年 | 336    | 27    | 40    | .080 | .199   | 2309万1000円   | 25位 |
| 2018年 | 320    | 26    | 44    | .081 | .219   | 2696万5000円   | 28位 |
| 2019年 | 289    | 21    | 28    | .073 | .170   | 1767万6000円   | 41位 |
| 2020年 | 307    | 20    | 25    | .065 | .147   | 1969万4000円   | 43位 |
| 2021年 | 310    | 30    | 33    | .097 | .203   | 4256万6000円   | 23位 |
| 2022年 | 320    | 16    | 25    | .050 | .128   | 3899万2500円   | 44位 |
| 通算   | 10797  | 1172  | 1169  | .109 | .217   |                |      |

全ての数字は兵庫県競馬組合での競走のみ。

#### 代表管理馬
- バクシンクリーク（1999年園田ジュニアカップ、2000年のじぎく賞）
- ダイトクヒテン（2000年若駒ステークス）
- トライバルサンダー（2000年播磨賞、兵庫大賞典）
- ジャガーローズ（2004年東海クイーンカップ）
- マタカッタ（2004年兵庫大賞典、摂津盃）
- マグマサイン（2007年摂津盃）
- フェデラリスト（中央再転出）
- ミリオンディスク（中央再転出）
- タッチミーノット（中央再転出）